# Sport-Club Viktoria Köln 1904 1979-1980
Questa voce raccoglie le informazioni riguardanti il Viktoria Colonia nelle competizioni ufficiali della stagione 1979-1980.

## Stagione
Nella stagione 1979-1980 il Viktoria Colonia, allenato da Ernst-Günter Habig, concluse il campionato di 2. Bundesliga al 4º posto. In Coppa di Germania il Viktoria Colonia fu eliminato al secondo turno dal Bayern Monaco.

## Rosa
| N. |                     | Ruolo | Calciatore          |
| -- | ------------------- | ----- | ------------------- |
|    | Germania (bandiera) | P     | Bernd Helmschrot    |
|    | Germania (bandiera) | P     | Horst Holubeck      |
|    | Germania (bandiera) | D     | Manfred Eickerling  |
|    | Germania (bandiera) | D     | Eckhard Fischer     |
|    | Germania (bandiera) | D     | Hans-Peter Großmann |
|    | Germania (bandiera) | D     | Bernhard Ochmann    |
|    | Germania (bandiera) | D     | Reinhard Schmitz    |
|    | Germania (bandiera) | C     | Klaus Albert        |
|    | Germania (bandiera) | C     | Hermann Bredenfeld  |

| N. |                     | Ruolo | Calciatore             |
| -- | ------------------- | ----- | ---------------------- |
|    | Germania (bandiera) | C     | Manfred Dörper         |
|    | Germania (bandiera) | C     | Bernhard Hermes        |
|    | Germania (bandiera) | C     | Rainer Joachimsmeier   |
|    | Germania (bandiera) | C     | Wolfgang Lüttges       |
|    | Germania (bandiera) | C     | Roland Mall            |
|    | Germania (bandiera) | A     | Wilfried Cremer        |
|    | Germania (bandiera) | A     | Jürgen Jendrossek      |
|    | Germania (bandiera) | A     | Frank-Michael Schonert |
|    | Germania (bandiera) | A     | Burghard Segler        |

## Organigramma societario
Area tecnica
- Allenatore: Ernst-Günter Habig
- Allenatore in seconda:
- Preparatore dei portieri:
- Preparatori atletici:

## Calciomercato

### Sessione estiva
| Acquisti | Acquisti               | Acquisti             | Acquisti |
| R.       | Nome                   | da                   | Modalità |
| -------- | ---------------------- | -------------------- | -------- |
| C        | Wolfgang Lüttges       | Uerdingen 05         |          |
| A        | Burghard Segler        | Borussia Dortmund    |          |
| C        | Klaus Albert           | Fortuna Colonia      |          |
| P        | Bernd Helmschrot       | Kickers Offenbach    |          |
| C        | Rainer Joachimsmeier   | Rot-Weiß Lüdenscheid |          |
| C        | Roland Mall            | Preußen Münster      |          |
| D        | Bernhard Ochmann       | Westfalia Herne      |          |
| D        | Reinhard Schmitz       | TeBe Berlino         |          |
| A        | Frank-Michael Schonert | Homburg              |          |

| Cessioni | Cessioni        | Cessioni       | Cessioni |
| R.       | Nome            | a              | Modalità |
| -------- | --------------- | -------------- | -------- |
| C        | Klaus Czizewski | Bonner         |          |
| A        | Peter Langer    | Colonia II     |          |
| C        | Karl Heinz Pape | Wuppertal      |          |
| A        | Kurt Pinkall    | Bochum         |          |
| A        | Lothar Richter  | Luttringhausen |          |

### Sessione invernale
| Acquisti | Acquisti | Acquisti | Acquisti |
| R.       | Nome     | da       | Modalità |
| -------- | -------- | -------- | -------- |

| Cessioni | Cessioni | Cessioni | Cessioni |
| R.       | Nome     | a        | Modalità |
| -------- | -------- | -------- | -------- |

## Risultati

### 2. Bundesliga

#### Girone di andata
| Arbitro: | Pauly |

|            |           |  |
| Hammes 73’ | Marcatori |  |

| Arbitro: | Wuttke |

|  |           |              |
|  | Marcatori | 40’ Wehmeier |

| Arbitro: | Schön |

|             |           |                |
| Frercks 86’ | Marcatori | 60’ Jendrossek |

| Arbitro: | Weber |

|                                                |           |                       |
| Großmann 9’ Ochmann 32’ Schonert 33’, 48’, 83’ | Marcatori | 6’ Krumbein 14’ Arndt |

| Wuppertal 22 agosto 1979 5ª giornata | Wuppertal | 0 – 0 referto | Viktoria Colonia | Stadion am Zoo (3 800 spett.)\| Arbitro: \| Fiene \| |
| Arbitro:                             | Fiene     |               |                  |                                                      |

| Arbitro: | Burgers |

|                                                  |           |                 |
| Joachimsmeier 73’ Gerulat 76’ (aut.) Schmitz 85’ | Marcatori | 83’ (rig.) Witt |

| Arbitro: | Gathmann |

|                     |           |                                  |
| Behrends 57’ (rig.) | Marcatori | 21’ Hermes 54’ Schonert 78’ Mall |

| Arbitro: | Winkler |

|             |           |              |
| Schonert 1’ | Marcatori | 9’ Jovanovic |

| Arbitro: | Eschenbach |

|                                       |           |                                         |
| Kosien 35’ Wischniewski 43’ Lücke 54’ | Marcatori | 20’ Jendrossek 60’ Fischer 63’ Schonert |

| Arbitro: | Zittrich |

|             |           |              |
| Schmitz 78’ | Marcatori | 7’ Sackewitz |

| Arbitro: | Redelfs |

|                     |           |                |
| Sinnigen 44’ (rig.) | Marcatori | 54’ Jendrossek |

| Arbitro: | Filipiak |

|                          |           |                 |
| Schonert 67’ Ochmann 83’ | Marcatori | 63’ (rig.) Gans |

| Arbitro: | Osmers |

|                 |           |          |
| Stolzenburg 15’ | Marcatori | 65’ Mall |

| Arbitro: | Reichmann |

|                                            |           |               |
| Ochmann 15’, 28’ Jendrossek 20’ Albert 44’ | Marcatori | 84’ Nabrotzki |

| Arbitro: | Winkler |

|                       |           |                        |
| Semlits 40’ Angel 84’ | Marcatori | 2’ Schonert 23’ Hermes |

| Arbitro: | Milkert |

|  |           |                       |
|  | Marcatori | 52’ Hayduk 70’ Mertes |

| Arbitro: | Lins |

|                                                         |           |                                                    |
| Holtkamp 14’, 88’ Petković 27’, 62’ Rieske 51’ Wolf 59’ | Marcatori | 10’ Schonert 69’, 75’ Joachimsmeier 89’ Jendrossek |

| Essen 8 dicembre 1979 18ª giornata | Rot-Weiss Essen | 0 – 0 referto | Viktoria Colonia | Georg-Melches-Stadion (5 981 spett.)\| Arbitro: \| Schön \| |
| Arbitro:                           | Schön           |               |                  |                                                             |

| Arbitro: | Osmers |

|                                        |           |             |
| Lüttges 37’, 67’ Ochmann 41’, 74’, 83’ | Marcatori | 76’ Mödrath |

#### Girone di ritorno
| Colonia 20 gennaio 1980 20ª giornata | Viktoria Colonia | 0 – 0 referto | Wattenscheid 09 | Sportpark Höhenberg (3 500 spett.)\| Arbitro: \| Nolte \| |
| Arbitro:                             | Nolte            |               |                 |                                                           |

| Arbitro: | Ahlenfelder |

|           |           |                                                      |
| Laube 76’ | Marcatori | 35’ Segler 53’, 83’ Lüttges 65’ Ochmann 73’ Schonert |

| Arbitro: | Uhlig |

|                                                |           |                                 |
| Schmitz 24’ Schonert 32’, 42’ Ochmann 77’, 88’ | Marcatori | 36’ Rolff 81’ Breuer 85’ Freund |

| Hannover 10 febbraio 1980 23ª giornata | OSV Hannover | 0 – 0 referto | Viktoria Colonia | Oststadtstadion (1 700 spett.)\| Arbitro: \| Möller \| |
| Arbitro:                               | Möller       |               |                  |                                                        |

| Arbitro: | Wahmann |

|                        |           |            |
| Schmitz 10’ Segler 13’ | Marcatori | 70’ Loesch |

| Arbitro: | Glasneck |

|                |           |                   |
| Brexendorf 54’ | Marcatori | 21’, 87’ Schonert |

| Arbitro: | Fiene |

|                                               |           |  |
| Schmitz 4’ Fischer 37’ Segler 60’ Ochmann 75’ | Marcatori |  |

| Solingen 16 marzo 1980 27ª giornata | Union Solingen | 0 – 0 referto | Viktoria Colonia | Stadion am Hermann-Löns-Weg (5 500 spett.)\| Arbitro: \| Kasperowski \| |
| Arbitro:                            | Kasperowski    |               |                  |                                                                         |

| Arbitro: | Weber |

|                         |           |  |
| Schmitz 34’ Ochmann 68’ | Marcatori |  |

| Arbitro: | Heitmann |

|                               |           |             |
| Schock 35’ Sackewitz 44’, 89’ | Marcatori | 60’ Lüttges |

| Arbitro: | Möller |

|                            |           |                        |
| Schonert 2’ Jendrossek 60’ | Marcatori | 9’ Bertrams 63’ Stradt |

| Arbitro: | Winkler |

|            |           |  |
| Lorenz 14’ | Marcatori |  |

| Arbitro: | Gathmann |

|                                        |           |              |
| Joachimsmeier 28’ Lüttges 48’ Mall 81’ | Marcatori | 75’ Salewski |

| Arbitro: | Zittrich |

|                                                      |           |                            |
| Halbe 6’ (rig.), 86’ (rig.) Quabeck 10’ Buhsfeld 61’ | Marcatori | 36’ Jendrossek 42’ Lüttges |

| Arbitro: | Pauly |

|                                              |           |           |
| Lüttges 18’ Schonert 58’ Jendrossek 61’, 68’ | Marcatori | 29’ Fuchs |

| Arbitro: | Gabor |

|                                                 |           |                     |
| Volkmer 32’ Hayduk 60’ Schatzschneider 78’, 81’ | Marcatori | 34’ Segler 87’ Mall |

| Arbitro: | Brückner |

|                     |           |  |
| Jendrossek 51’, 57’ | Marcatori |  |

| Arbitro: | Milkert |

|                                      |           |               |
| Schmitz 50’ Ochmann 60’ Schonert 78’ | Marcatori | 33’ Mannebach |

| Arbitro: | Teichert |

|                       |           |                         |
| Stegmayer 8’ Gede 38’ | Marcatori | 85’ Schmitz 88’ Lüttges |

### Coppa di Germania
| Arbitro: | Schnetgöke |

|              |           |  |
| Großmann 83’ | Marcatori |  |

| Arbitro: | Wichmann |

|             |           |                                       |
| Ochmann 62’ | Marcatori | 6’ Rummenigge 58’ Hoeneß 84’ Dremmler |

## Statistiche

### Statistiche di squadra
| Competizione      | Punti | In casa | In casa | In casa | In casa | In casa | In casa | In trasferta | In trasferta | In trasferta | In trasferta | In trasferta | In trasferta | Totale | Totale | Totale | Totale | Totale | Totale | DR  |
| Competizione      | Punti | G       | V       | N       | P       | Gf      | Gs      | G            | V            | N            | P            | Gf           | Gs           | G      | V      | N      | P      | Gf     | Gs     | DR  |
| ----------------- | ----- | ------- | ------- | ------- | ------- | ------- | ------- | ------------ | ------------ | ------------ | ------------ | ------------ | ------------ | ------ | ------ | ------ | ------ | ------ | ------ | --- |
| 2. Bundesliga     | 46    | 19      | 13      | 4       | 2       | 48      | 20      | 19           | 3            | 10           | 6            | 29           | 32           | 38     | 16     | 14     | 8      | 77     | 52     | +25 |
| Coppa di Germania | -     | 2       | 1       | 0       | 1       | 2       | 3       | 0            | 0            | 0            | 0            | 0            | 0            | 2      | 1      | 0      | 1      | 2      | 3      | -1  |
| Totale            | 46    | 21      | 14      | 4       | 3       | 50      | 23      | 19           | 3            | 10           | 6            | 29           | 32           | 40     | 17     | 14     | 9      | 79     | 55     | +24 |

### Andamento in campionato
| Giornata  | 1  | 2  | 3  | 4  | 5  | 6 | 7 | 8 | 9 | 10 | 11 | 12 | 13 | 14 | 15 | 16 | 17 | 18 | 19 | 20 | 21 | 22 | 23 | 24 | 25 | 26 | 27 | 28 | 29 | 30 | 31 | 32 | 33 | 34 | 35 | 36 | 37 | 38 |
| --------- | -- | -- | -- | -- | -- | - | - | - | - | -- | -- | -- | -- | -- | -- | -- | -- | -- | -- | -- | -- | -- | -- | -- | -- | -- | -- | -- | -- | -- | -- | -- | -- | -- | -- | -- | -- | -- |
| Luogo     | T  | C  | T  | C  | T  | C | T | C | T | C  | T  | C  | T  | C  | T  | C  | T  | T  | C  | C  | T  | C  | T  | C  | T  | C  | T  | C  | T  | C  | T  | C  | T  | C  | T  | C  | C  | T  |
| Risultato | P  | P  | N  | V  | N  | V | V | N | N | N  | N  | V  | N  | V  | N  | P  | P  | N  | V  | N  | V  | V  | N  | V  | V  | V  | N  | V  | P  | N  | P  | V  | P  | V  | P  | V  | V  | N  |
| Posizione | 15 | 17 | 17 | 13 | 13 | 9 | 7 | 9 | 8 | 7  | 7  | 7  | 7  | 6  | 8  | 8  | 9  | 9  | 8  | 8  | 6  | 6  | 6  | 5  | 5  | 5  | 5  | 5  | 5  | 5  | 5  | 5  | 5  | 5  | 5  | 4  | 4  | 4  |

Legenda:

Luogo: C = Casa; T = Trasferta. Risultato: V = Vittoria; N = Pareggio; P = Sconfitta.

### Statistiche dei giocatori
| Giocatore        | 2. Bundesliga | 2. Bundesliga | 2. Bundesliga | 2. Bundesliga | Coppa di Germania | Coppa di Germania | Coppa di Germania | Coppa di Germania | Totale   | Totale | Totale      | Totale     |
| Giocatore        | Presenze      | Reti          | Ammonizioni   | Espulsioni    | Presenze          | Reti              | Ammonizioni       | Espulsioni        | Presenze | Reti   | Ammonizioni | Espulsioni |
| ---------------- | ------------- | ------------- | ------------- | ------------- | ----------------- | ----------------- | ----------------- | ----------------- | -------- | ------ | ----------- | ---------- |
| K. Albert        | 33            | 1             | 3             | 1             | 2                 | 0                 | 1                 | 0                 | 35       | 1      | 4           | 1          |
| H. Bredenfeld    | 8             | 0             | 0             | 2             | 0                 | 0                 | 0                 | 0                 | 8        | 0      | 0           | 2          |
| W. Cremer        | 2             | 0             | 0             | 0             | 0                 | 0                 | 0                 | 0                 | 2        | 0      | 0           | 0          |
| M. Dörper        | 5             | 0             | 0             | 0             | 0                 | 0                 | 0                 | 0                 | 5        | 0      | 0           | 0          |
| M. Eickerling    | 26            | 0             | 2             | 0             | 2                 | 0                 | 0                 | 0                 | 28       | 0      | 2           | 0          |
| E. Fischer       | 31            | 2             | 3             | 0             | 2                 | 0                 | 0                 | 0                 | 33       | 2      | 3           | 0          |
| H. Großmann      | 34            | 1             | 2             | 0             | 2                 | 1                 | 0                 | 0                 | 36       | 2      | 2           | 0          |
| B. Helmschrot    | 38            | 0             | 3             | 0             | 2                 | 0                 | 0                 | 0                 | 40       | 0      | 3           | 0          |
| B. Hermes        | 29            | 2             | 0             | 0             | 2                 | 0                 | 0                 | 0                 | 31       | 2      | 0           | 0          |
| H. Holubeck      | 0             | 0             | 0             | 0             | 0                 | 0                 | 0                 | 0                 | 0        | 0      | 0           | 0          |
| J. Jendrossek    | 33            | 11            | 1             | 0             | 2                 | 0                 | 0                 | 0                 | 35       | 11     | 1           | 0          |
| R. Joachimsmeier | 33            | 4             | 3             | 0             | 2                 | 0                 | 0                 | 0                 | 35       | 4      | 3           | 0          |
| W. Lüttges       | 23            | 9             | 0             | 0             | 0                 | 0                 | 0                 | 0                 | 23       | 9      | 0           | 0          |
| R. Mall          | 34            | 4             | 4             | 0             | 2                 | 0                 | 1                 | 0                 | 36       | 4      | 5           | 0          |
| B. Ochmann       | 35            | 13            | 1             | 0             | 2                 | 1                 | 0                 | 0                 | 37       | 14     | 1           | 0          |
| R. Schmitz       | 38            | 8             | 3             | 0             | 2                 | 0                 | 0                 | 0                 | 40       | 8      | 3           | 0          |
| F. Schonert      | 36            | 17            | 3             | 0             | 2                 | 0                 | 0                 | 0                 | 38       | 17     | 3           | 0          |
| B. Segler        | 23            | 4             | 2             | 0             | 0                 | 0                 | 0                 | 0                 | 23       | 4      | 2           | 0          |